# Блест Гана, Альберто

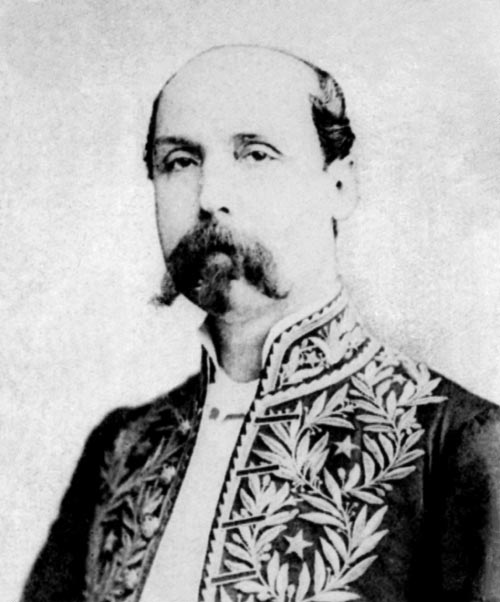
Алберто Блест Гана в костюме посла

Альберто Блест Гана (исп. Alberto Blest Gana ; 14 июня 1830, Сантьяго, Чили — 8 ноября 1920, Париж, Франция) — чилийский писатель-прозаик и дипломат. Считается родоначальником реалистического романа в Латинской Америке.

## Биография
Родился в Сантьяго в семье ирландца Уильяма Каннингэма Блеста и Марии де ла Лус Гана Дарригранди из аристократической семьи землевладельцев баскского происхождения. Брат поэта Гильермо Блест Гана.
Учился в военной академии, затем продолжил образование во Франции. Был свидетелем французской революции 1848 года. В 1851 году вернулся в Чили.
Был послом в США (1866–1868), Великобритании (1868–1869), Франции (1869–1870).
В 1871—1895 годах находился на дипломатической службе в Вашингтоне, Лондоне и Париже. К успехам на дипломатическом поприще можно отнести вступление Чили во Всемирный почтовый союз и закупку вооружений во Франции и Германии (в том числе Крупповских пушек) для чилийской армии во время Второй тихоокеанской войны.
Первые произведения проникнуты романтизмом. Под влиянием Оноре де Бальзака в дальнейшем стал писать в реалистической манере. Пабло Неруда назвал его чилийским Бальзаком. Самым известным произведением писателя считается роман «Мартин Ривас».

## Произведения
- «Социальная сцена» (1853)
- «Обманы и разочарования» (1855)
- Историческая эпопея «В эпоху реконкисты» (1897)

### Романы
- «Арифметика любви» (1860)
- «Уплата долгов» (1861)
- «Мартин Ривас» (1862, русский перевод 1963)
- «Идеал кутилы» (1863)
- «На чужой почве» (1904)
- «Безумец Эстеро» (1909)
- «Глэдис Фэйрфилд» (1912)